# Jacques Maisonneuve
Pour les articles homonymes, voir Maisonneuve.
Jacques-Gilles Maisonneuve , né le 10 décembre 1809 à Nantes et mort le 10 avril 1897 dans son 
château de La Roche-Hervé à Missillac, est un médecin et chirurgien français.

## Biographie
Ses études classiques terminées, Maisonneuve a commencé, dès l’âge de 16 ans, à suivre les cours de l’hôpital de Nantes, où il est resté quatre années pendant lesquelles il a remporté tous les prix et obtenu tous les grades que décernait cette école de médecine secondaire. En octobre 1829, il est monté compléter ses études à Paris et s’est d’abord attaché à Guillaume Dupuytren, dont il a été l’élève assidu, puis à Joseph Récamier, dont il a été, plus tard l’ami, et le continuateur. Interne en 1830, il a obtenu, en 1833, le prix de l’internat et de l’école pratique. Reçu docteur, en 1835, il est devenu prosecteur à Clamart, la même année, et a ouvert un cours de médecine opératoire. 
Après avoir passé brillamment le concours pour devenir chirurgien des hôpitaux en 1880, il a immédiatement été nommé en cette qualité. Depuis lors, il a successivement été chirurgien à Cochin, à la Pitié et, en dernier lieu, à l’Hôtel-Dieu. Dans cette nouvelle position, relativement éminente, il a fondé l’un des enseignements les plus remarquables de médecine opératoire qu’on ait vus depuis Jacques Lisfranc.
Il a laissé le souvenir d’un chirurgien audacieux, servi par une sûreté de main étonnante. Il a appliqué avec succès, dans des opérations mémorables, les vues physiologiques de Flourens sur la reproduction de l’os par le périoste. Passant pour le chirurgien le plus habile de son temps, son audace était extrême et il a tenté des opérations devant lesquelles tous ses confrères reculaient. C’est lui qui, le premier, a fait la resection du col du fémur. Vers 1852, un jeune ingénieur ayant eu une jambe broyée par accident, les sommités de l’art opinaient pour l’amputation, lorsque Maisonneuve, s’inspirant des vues physiologiques de Pierre Flourens, alors toutes nouvelles, a eu l’idée de tenter la reproduction de l’os par le périoste. Il a enlevé les fragments du tibia brisé, conservé soigneusement le périoste et l’os s’est reformé entièrement. Le chirurgien, justement fier de ce succès, a fait part à l’Académie du résultat de l’opération et, lui montrant la jambe guérie du jeune ingénieur, a ajouté, par manière de plaisanterie : « Je vous présente un homme qui a un troisième tibia. »
Il a été le premier médecin à expliquer le rôle de la rotation externe dans les fractures de la cheville. La fracture de Maisonneuve, qui lui doit son nom, est une fracture spécifique du péroné. Il a laissé de très nombreux mémoires et ouvrages sur des questions très importantes de médecine opératoire. Il avait été fait chevalier de la Légion d'honneur par décret du 13 août 1863. Il était, en outre, membre fondateur et honoraire de la Société de chirurgie, membre titulaire de la Société anatomique, membre honoraire de la société médico-pratique, membre honoraire de l’Académie royale de Belgique, membre honoraire de la société physico-médicale de Moscou et la société de médecine de Kiev, membre correspondant de l’Académie impériale de Saint-Pétersbourg, membre correspondant de la Société académique de Nantes, de la société de médecine de Rouen et de la société médico-chirurgicale de Bruxelles.
Vivant dans la retraite depuis 1879, il était tombé dans un oubli relatif à l’époque de sa mort, au point que certains dictionnaires biographiques avaient dénaturé son prénom de « Jacques-Gilles » en un fantaisiste « Jules-Germain » immotivé.

## Publications
- Propositions sur quelques points d’anatomie, de physiologie et de pathologie, 1835, in-4°.
- Le Périoste et ses maladies, Paris, Labé, 1839, in-8°, 144 p. lire en ligne sur Gallica.
- Recherches sur la fracture du péroné, Paris, Loquin & Cie, 1840, 63 p., in-8° (OCLC 53477937, lire en ligne).
- De la coxalgie, Paris, Labé, 1844, in-4°, 272 p. lire en ligne sur Gallica.
- Faculté de médecine de Paris. Concours pour une chaire de clinique chirurgicale des tumeurs de la langue, thèse soutenue par M. J.-G. Maisonneuve, Paris, Paul Renouard, 1848.
- Titres et travaux scientifiques de M. Maisonneuve, Paris, P. Renouard, 1848, in-4°, 8 p.
- Faculté de Médecine de Paris. Concours pour une chaire d’opérations et appareils. Des opérations applicables aux maladies de l’ovaire, thèse soutenue en janvier 1850 par M. J.-G. Maisonneuve (de Nantes), Paris, W. Remquet et Cie, 1850.
- Rapport sur les travaux de M. Gensoul, ancien chirurgien en chef de l’Hôtel-Dieu de Lyon, présentés à la Société de chirurgie à l’appui de sa candidature au titre de membre correspondant de la Société, Paris, Plon frères, 1851, in-8°, 14 p.
- Leçons cliniques sur les affections cancéreuses, professées à l’hôpital Cochin, recueillies et publiées par M. le Dr Alexis Favrot, Paris, Labé, 1852-1854, 2 vol. in-8°, pl.
- Traité pratique des maladies vénériennes : contenant un chapitre sur la syphilisation et suivi d’un formulaire spécial, avec Henri Montanier, Paris, Labé, 1853, XVI-580 p. ; in-8°. lire en ligne sur Gallica.
- Titres et travaux scientifiques de M. Maisonneuve, Paris, W. Remquet, 1854, in-4°, 24 p.
- Mémoire sur une nouvelle méthode de cathétérisme, et sur son application à la cure radicale et instantanée des rétrécissements de l’urètre, lu à l’Académie des sciences, le 14 mai 1855, Paris, W. Remquet, 1855, in-8°, 39 p.
- Mémoire sur une nouvelle méthode de cautérisation, dite cautérisation en flèches, permettant d’obtenir en une seule séance la destruction des tumeurs les plus volumineuses, lu à l’Académie des sciences le 20 septembre 1858, Paris, H. Plon, 1858, in-8°, 23 p., fig. lire en ligne sur Gallica.
- Mémoire sur la désarticulation totale de la mâchoire inférieure, lu à l’Académie des sciences le 10 août 1857, Paris, Labé, 1859, in-4°, 22 p., fig., pl. lire en ligne sur Gallica.
- Mémoire sur la ligature extemporanée, Paris, Labé, 1860, in-4°, 118 p., fig. lire en ligne sur Gallica.
- Clinique chirurgicale, Paris, F. Savy, 1863-1864, 2 vol. in-8°.
- Titres et travaux scientifiques de M. Maisonneuve, Paris, S. Raçon, 1863, in-4°, 32 p.
- Extrait de la Biographie des hommes marquants au dix-neuvième siècle, (xive vol. Maisonneuve (Jacques-Gilles), chirurgien de l’Hôtel-Dieu…), Paris, Raçon, 1867, in-8°. lire en ligne sur Gallica.
- Mémoire sur les intoxications chirurgicales, lu à l’Académie des sciences le 10 décembre 1866, S. Raçon et Cie, Paris, 1867, 35 p. ; in-8°. lire en ligne sur Gallica.
- Méthode d’aspiration continue et ses avantages pour la cure des grandes amputations, lue à l’Académie des sciences le 4 novembre 1867, Paris, S. Raçon, 1868, in-8°, 24 p. lire en ligne sur Gallica.
- Note sur la méthode d’aspiration continue et sur ses avantages pour la cure des grandes amputations, lue à l’Académie des sciences le 4 novembre 1867, Paris, S. Raçon, 1869, in-8°, 40 p., planche. lire en ligne sur Gallica.
- Derniers perfectionnements apportés à l’uréthrotomie interne, pour la cure radicale et instantanée des rétrécissements de l’urèthre, extrait des leçons cliniques professées à l’Hôtel-Dieu, Paris, V.-A. Delahaye, 1879, in-8°, 31 p. lire en ligne sur Gallica.